# مارسيلو ساليولا
مارسيلو ساليولا (بالبرتغالية: Marcelo Saliola) مواليد 31 ديسمبر 1973 في ساو باولو، هو لاعب كرة مضرب برازيلي سابق وكان يلعب باليد اليسرى. أعلى تصنيف له في الفردي كان المركز الـ 237 في سنة 1991. أعلى تصنيف له في الزوجي كان المركز الـ 121 في سنة 1994.

## النهائيات

### الزوجي: (5)
| الرقم | السنة | الدورة              | الأرضية | الشريك      | المنافس في النهائي              | النتيجة في النهائي |
| ----- | ----- | ------------------- | ------- | ----------- | ------------------------------- | ------------------ |
| 1.    | 1993  | كوتيا، البرازيل     | صلبة    | أوتافيو دلا | دانيلو مارسيلينو فرانسيسكو رويج | 6–2, 6–7, 6–3      |
| 2.    | 1993  | ساو لويز، البرازيل  | صلبة    | أوتافيو دلا | لويس ماتار خايمي أونسينس        | 6–7, 6–3, 7–6      |
| 3.    | 1994  | ساو باولو، البرازيل | ترابية  | أوتافيو دلا | نيلسون آرتس دانيلو مارسيلينو    | 6–4, 6–2           |